# 베트남 군사사박물관

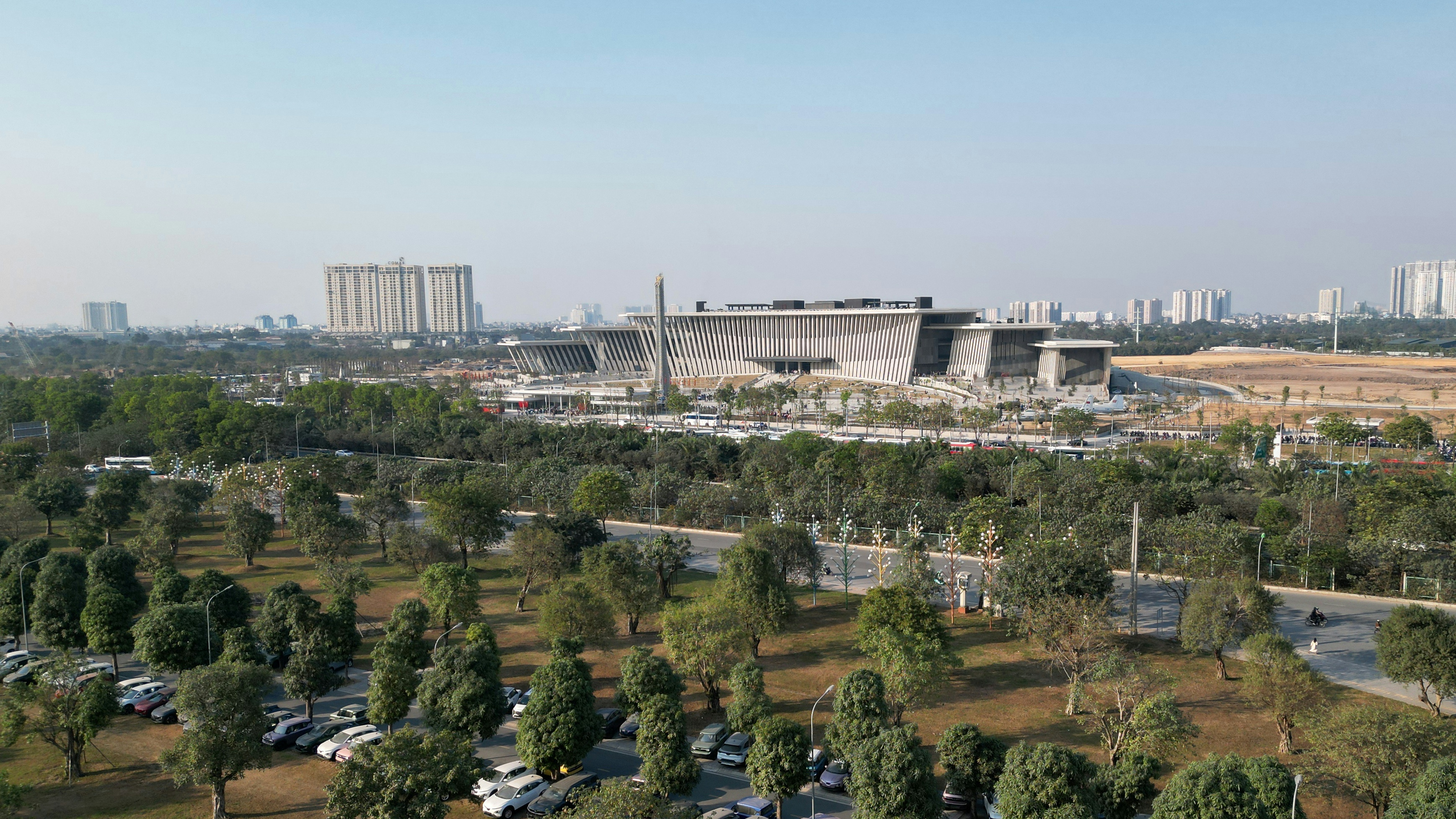
베트남 군사 역사 박물관

베트남 군사 역사 박물관은 베트남 하노이에 잇는 박물관이다. 1956년 7월 17일 개관하였으며, 면적은 12,800 m2이다.